# Saint-Florent (Korsika)
Saint-Florent (korsisch San Fiurenzu; italienisch San Fiorenzo) ist eine französische Gemeinde und die Hauptstadt der Region Nebbio auf der Mittelmeerinsel Korsika mit 1685 Einwohnern (Stand 1. Januar 2022).

## Lage
Saint-Florent wird wegen seines mediterranen Flairs auch als „das korsische Saint-Tropez“ genannt. In den 1970er-Jahren war Saint-Florent ein Ort des Jetsets. Der Ort liegt hoch im Nordwesten der Insel Korsika am Golf gleichen Namens zwischen dem fast unbesiedelten Désert des Agriates und dem Cap Corse.

## Geschichte
Saint-Florent geht auf eine kleine Siedlung zurück, die einst im Schutzbereich der genuesischen Rundfestung entstand. Die Zitadelle wurde 1440 von den Genuesen erbaut und diente bis zum 18. Jahrhundert als Sitz des Bischofs von Nebbio und Gouverneurspalast. Die kleine pianesische Kirche aus dem 12. Jahrhundert, Santa Maria Assunta, wurde als Kathedrale für das damalige Bistum Nebbio errichtet.
Obwohl die Malaria verheerend wütete, wurde der Ort im 16. Jahrhundert von den Franzosen, Genuesen und den Korsen heftig umkämpft. Von der 1439 errichteten Festung ist allerdings außer dem runden Donjon nur noch wenig zu sehen. Die Festung selbst wurde im 17. Jahrhundert geschleift, als Genuas Herrschaft gesichert schien und Saint-Florent keine strategische Bedeutung mehr besaß. Einen neuen Wachstumsschub bekam die Stadt, nachdem Napoleon III. die Trockenlegung der Sümpfe befahl und damit die Ursache der Malaria ausrottete.
| Jahr      | 1774 | 1911 | 1962 | 1968 | 1975  | 1982  | 1990  | 1999  | 2009  | 2016  |
| --------- | ---- | ---- | ---- | ---- | ----- | ----- | ----- | ----- | ----- | ----- |
| Einwohner | 350  | 720  | 611  | 805  | 1.065 | 1.217 | 1.350 | 1.474 | 1.636 | 1.637 |

## Sehenswertes
- Jachthafen an der Alisomündung und die beiden Strände in Ortsnähe.
- Die Altstadt, die am Place des Portes im Zentrum beginnt sowie die Zitadelle.
- Pianesische Kirche aus dem 12. Jahrhundert, Santa Maria Assunta
- Im Hinterland wachsen Muskatellertrauben (Gelber Muskateller). Es werden zudem gute Rot- und Roséweine unter dem Namen Patrimonio erzeugt (siehe hierzu auch die Artikel Weinbau auf Korsika und Muscat du Cap Corse).